# Церковь Спаса Преображения (Спасское)
Церковь Спаса Преображения — недействующий православный храм в селе Спасское Чернского района Тульской области.

## История
Время возникновения прихода неизвестно, но во второй половине XVIII века он уже существовал. Храм каменный с декором в формах барокко построен в 1754 году иждивением прихожанки, капитанши Марфы Петровны Скуратовой. Церковь представляет собой двусветный четверик, завершенный стройным восьмериком, с двухпридельной трапезной. Кроме главного Преображенского алтаря, храм имеет два придела: во имя Владимирской Божией Матери и во имя пророка Илии. Село в те годы носило название Спасское-Ершово, которое получило по находящемуся там храму и, вероятно, по фамилии помещика, которому когда-то принадлежало. В конце XIX века кроме села в приход входили ещё три деревни с населением около 900 человек.
После установления советской власти храм был закрыт. В настоящее время пустует, находится в аварийном состоянии.